# Hans Aschhoff
Hans Aschhoff (* 22. September 1899 in Münster; † 3. September 1973 ebenda) war ein deutscher Politiker und NSDAP-Kreisleiter.

## Leben

### Herkunft und Familie
Hans Aschhoff wurde als Sohn des Sanitätssergeanten Georg Aschhoff geboren. Am 17. Februar 1925 heiratete er Helene Vahrenholt. Aus der Ehe gingen zwei Kinder hervor.

### Beruflicher Werdegang
Aschhoff besuchte das Gymnasium Münster und erwarb die Mittlere Reife. Noch während der Schulzeit wurde er 1916 Soldat und betätigte sich anschließend als Freikorpskämpfer. 1920 kehrte er nach Münster zurück, gründete eine Stahlhelmgruppe und wurde Angestellter in der Intendantur des Wehrkreises VI (Zweigstelle des Reichsschatzministeriums in Münster, Verwertung des Heeresgutes). Ein Jahr später wurde er Beamter in der Verwaltung der Polizeischule in Münster und bereits nach zwei Jahren wegen verbotener politischer Betätigung aus dem Staatsdienst entlassen. Nach vorübergehender Arbeitslosigkeit erhielt er 1925 eine Anstellung bei der Landesversicherungsanstalt Münster als Beamtenanwärter und wurde anschließend als Sekretär außerplanmäßiger Beamter (Landesdiätar).
Von 1923 bis 1924 war er in der NSDAP-Ortsgruppe München und trat zum 1. März 1930 wieder in die Ortsgruppe Münster ein (Mitgliedsnummer 217.776), wo er Propagandaleiter war. Im Jahre 1923 trat er in die SS ein. 1932 und 1933 war er Kandidat für den preußischen Landtag sowie für den Reichstag. Vom 1. Oktober 1932 bis Sommer 1933 war er NSDAP-Kreisleiter Münster-Stadt. Er war Mitglied des westfälischen Provinziallandtages und stellvertretendes Mitglied des westfälischen Provinzialausschusses 1933. Zunächst ab dem 18. April 1933 unbesoldet im Amt, wurde er am 26. November 1934 besoldeter Stadtrat in Münster als Verkehrs- und Kulturdezernent. In diesem Amt blieb er – unterbrochen durch den Kriegsdienst – bis 1945.
Er geriet in Kriegsgefangenschaft und wurde von Ende August bis zum 2. April 1947 im Internierungslager Eselheide festgesetzt. Das Entnazifizierungsverfahren endete mit mehreren Entscheidungen. Zunächst mehrmals in die Kategorie III b 2 und zuletzt in die Kategorie IV eingestuft, erreichte er die Herabstufung zum Stadtinspektor.